# Hall of Fame del Baloncesto Español
El Hall of Fame del Baloncesto Español es el Salón de la Fama del baloncesto en España. Fue creado en 2019 por la Federación Española de Baloncesto, en colaboración con el diario AS, y su primera gala fue en 2021.
La iniciativa pretende tributar reconocimiento y recuerdo, de forma individual o colectiva, a los más destacados protagonistas de la historia del baloncesto español. De los elegidos para figurar en él se tiene en cuenta no solo su aportación al desarrollo deportivo y organizativo del baloncesto sino también, y de forma muy especial, su labor en la difusión y transmisión de los valores que encarna el deporte, por lo cual se les debe considerar un ejemplo para las presentes y las futuras generaciones.
La primera gala, se celebró el 21 de octubre de 2021, en el estadio de la Cartuja de la ciudad de Sevilla, y se dieron a conocer los integrantes de la promoción de 2019: con ocho jugadores y jugadoras, tres entrenadores y entrenadoras, un árbitro, un club, un directivo, dos periodistas, un equipo y una ciudad.

## Miembros
| Promoción  | Miembro                         | Categoría                      | Ref.  |
| ---------- | ------------------------------- | ------------------------------ | ----- |
| 1.ª - 2019 | Juan Carlos Navarro             | Jugador                        | [ 4 ] |
| 1.ª - 2019 | Amaya Valdemoro                 | Jugadora                       | [ 4 ] |
| 1.ª - 2019 | Juan Antonio San Epifanio "Epi" | Jugador                        | [ 4 ] |
| 1.ª - 2019 | Juan Antonio Corbalán           | Jugador                        | [ 4 ] |
| 1.ª - 2019 | Emiliano Rodríguez              | Jugador                        | [ 4 ] |
| 1.ª - 2019 | Fernando Martín                 | Jugador in memoriam            | [ 4 ] |
| 1.ª - 2019 | Maribel Lorenzo                 | Jugadora in memoriam           | [ 4 ] |
| 1.ª - 2019 | Arvydas Sabonis                 | Jugador (internacional)        | [ 4 ] |
| 1.ª - 2019 | María Planas                    | Entrenadora                    | [ 4 ] |
| 1.ª - 2019 | Pedro Ferrándiz                 | Entrenador                     | [ 4 ] |
| 1.ª - 2019 | Antonio Díaz Miguel             | Entrenador in memoriam         | [ 4 ] |
| 1.ª - 2019 | Miguel Ángel Betancor           | Árbitro                        | [ 4 ] |
| 1.ª - 2019 | Club Esportiu Laietà            | Contribuyente                  | [ 4 ] |
| 1.ª - 2019 | Ramón Trecet                    | Contribuyente                  | [ 4 ] |
| 1.ª - 2019 | Anselmo López                   | Contribuyente in memoriam      | [ 4 ] |
| 1.ª - 2019 | Andrés Montes                   | Contribuyente in memoriam      | [ 4 ] |
| 1.ª - 2019 | Alcobendas                      | Contribuyente (extraordinario) | [ 4 ] |
| 1.ª - 2019 | Selección femenina 1993         | Equipo                         | [ 4 ] |
| 2.ª - 2022 | Clifford Luyk                   | Jugador                        | [ 5 ] |
| 2.ª - 2022 | Nino Buscató                    | Jugador                        | [ 5 ] |
| 2.ª - 2022 | José Manuel Calderón            | Jugador                        | [ 5 ] |
| 2.ª - 2022 | Blanca Ares                     | Jugadora                       | [ 5 ] |
| 2.ª - 2022 | Elisa Aguilar                   | Jugadora                       | [ 5 ] |
| 2.ª - 2022 | Oscar Schmidt                   | Jugador (internacional)        | [ 5 ] |
| 2.ª - 2022 | Uliana Semiónova                | Jugadora (extraordinario)      | [ 5 ] |
| 2.ª - 2022 | Lolo Sainz                      | Entrenador                     | [ 5 ] |
| 2.ª - 2022 | Aíto García Reneses             | Entrenador                     | [ 5 ] |
| 2.ª - 2022 | Javier Imbroda                  | Entrenador in memoriam         | [ 5 ] |
| 2.ª - 2022 | Francisco Monjas                | Árbitro                        | [ 5 ] |
| 2.ª - 2022 | Jorge Guillén                   | Contribuyente                  | [ 5 ] |
| 2.ª - 2022 | Pedro Barthe                    | Contribuyente                  | [ 5 ] |
| 2.ª - 2022 | Ernesto Segura de Luna          | Contribuyente in memoriam      | [ 5 ] |
| 2.ª - 2022 | Raimundo Saporta                | Contribuyente in memoriam      | [ 5 ] |
| 2.ª - 2022 | Pilar Godia                     | Contribuyente in memoriam      | [ 5 ] |
| 2.ª - 2022 | Héctor Quiroga                  | Contribuyente in memoriam      | [ 5 ] |
| 2.ª - 2022 | Junta de Andalucía              | Contribuyente (extraordinario) | [ 5 ] |
| 2.ª - 2022 | Selección masculina 1984        | Equipo                         | [ 5 ] |
| 3.ª - 2023 | Pau Gasol                       | Jugador                        | [ 6 ] |
| 3.ª - 2023 | Laia Palau                      | Jugadora                       | [ 6 ] |
| 3.ª - 2023 | Felipe Reyes                    | Jugador                        | [ 6 ] |
| 3.ª - 2023 | Margarita "Wony" Geuer          | Jugadora                       | [ 6 ] |
| 3.ª - 2023 | Fernando Romay                  | Jugador                        | [ 6 ] |
| 3.ª - 2023 | Pilar Valero                    | Jugadora in memoriam           | [ 6 ] |
| 3.ª - 2023 | Luis Scola                      | Jugador (internacional)        | [ 6 ] |
| 3.ª - 2023 | Predrag Danilović               | Jugador (internacional)        | [ 6 ] |
| 3.ª - 2023 | Natalia Zassouskaya             | Jugadora (internacional)       | [ 6 ] |
| 3.ª - 2023 | Dirk Nowitzki                   | Jugador (internacional)        | [ 6 ] |
| 3.ª - 2023 | José Vicente "Pepu" Hernández   | Entrenador                     | [ 6 ] |
| 3.ª - 2023 | Božidar Maljković               | Entrenador                     | [ 6 ] |
| 3.ª - 2023 | Vicente Sanchís                 | Árbitro                        | [ 6 ] |
| 3.ª - 2023 | Ángel Sancha                    | Árbitro in memoriam            | [ 6 ] |
| 3.ª - 2023 | Liga ACB                        | Contribuyente                  | [ 6 ] |
| 3.ª - 2023 | Revista Gigantes del Basket     | Contribuyente                  | [ 6 ] |
| 4.ª - 2024 | Marc Gasol                      | Jugador                        | [ 7 ] |
| 4.ª - 2024 | Jorge Garbajosa                 | Jugador                        | [ 7 ] |
| 4.ª - 2024 | Wayne Brabender                 | Jugador                        | [ 7 ] |
| 4.ª - 2024 | Elisabeth Cebrián               | Jugadora                       | [ 7 ] |
| 4.ª - 2024 | Marina Ferragut                 | Jugadora                       | [ 7 ] |
| 4.ª - 2024 | Dražen Petrović                 | Jugador in memoriam            | [ 7 ] |
| 4.ª - 2024 | Audie Norris                    | Jugador (internacional)        | [ 7 ] |
| 4.ª - 2024 | Moncho Monsalve                 | Entrenador                     | [ 7 ] |
| 4.ª - 2024 | Pilar Landeira                  | Árbitro                        | [ 7 ] |
| 4.ª - 2024 | Antoni Daimiel                  | Contribuyente                  | [ 7 ] |
| 4.ª - 2024 | Selección masculina Sub-19 2023 | Equipo (extraordinario)        | [ 7 ] |